# Ignacio Núñez
Ignacio Benito Núñez (Buenos Aires, julio de 1792 - enero de 1846) fue un político e historiador argentino, que tuvo una actuación destacada en los veinte años posteriores a la Revolución de Mayo.

## Biografía
Se enroló en el ejército para la lucha contra las Invasiones Inglesas, y años más tarde participó en la represión de la Asonada de Álzaga. Apoyó la Revolución de Mayo.
Fue dado de baja del ejército en 1811, por presión del grupo partidario del presidente de la Primera Junta, Cornelio Saavedra. Pasó a la Banda Oriental, donde participó como voluntario del Sitio de Montevideo. En ese año aparece como un importante morenista y es encarcelado luego por los saavedristas al encontrárselo repartiendo cintas celestes y blancas en la Recova Vieja de Buenos Aires, tales colores no solo corresponderían luego a los de la escarapela argentina sino que también lo eran de la llamada Sociedad Patriótica.
De regreso en Buenos Aires se enroló en la Logia Lautaro y apoyó a la Asamblea del Año XIII. Fue director de la Lotería, secretario de la Asamblea, ministro de guerra y marina interino del director Posadas y funcionario del gobierno directorial en Montevideo. Después de la caída de Alvear se refugió en Montevideo, y publicó con un seudónimo una larga carta en la prensa, en que atacaba a Alvear y a la Asamblea.
Regresó en 1817 y fue secretario del Congreso, que se había trasladado desde Tucumán a Buenos Aires. Fue uno de los varios redactores que tuvo la constitución unitaria de 1819.
En el año 1817 ya se le nota un absoluto viraje hacia posturas oligárquicas  centralistas porteñas; desde tal año fue periodista en la década del XX (1820) y partidario del ministro Bernardino Rivadavia, que lo nombró oficial mayor de su ministerio. Editó varios periódicos, entre ellos El Argos, El Centinela y El Nacional, todas publicaciones oficialistas y unitarias.
En 1825 acompañó como secretario a Rivadavia a Londres, y fue nombrado embajador en el Reino Unido. Fue el encargado de firmar el tratado con ese país, que ratificaba el anterior de amistad y comercio.
Regresó con el mismo Rivadavia a Buenos Aires, y apoyó su presidencia en la prensa; ejerció como oficial mayor del ministerio de gobierno. El "presidente" Rivadavia lo envió a la Provincia Oriental, donde exigió al Congreso de la Florida (tras los intentos de Juan Antonio Lavalleja de imponer el federalismo) una completa sumisión al gobierno porteño (es decir el de la oligarquía establecida en la ciudad de Buenos Aires), a cambio de lo cual se le enviaría ayuda para la guerra contra el Imperio del Brasil. Como resultado de sus gestiones, el Congreso oriental y el gobierno provisional de la provincia incluyeron en su seno a varios políticos unitarios, partidarios de Rivadavia.
Fue ministro de gobierno de la efímera presidencia de Vicente López y Planes y luego presidente de la Sociedad Rural y de la Comisión de Abasto y Provisiones. Durante un corto regreso a la Provincia Oriental fue ministro de gobierno del gobernador, general Juan Antonio Lavalleja. Fue expulsado por el golpe de fines de 1827, con que Lavalleja se libró del círculo rivadaviano.
Participó en la organización de la revolución de Juan Lavalle del 1 de diciembre de 1828, pero rechazó el cargo de ministro que éste le ofreció.
Desde Buenos Aires apoyó la revolución probrasileña del general uruguayo Fructuoso Rivera contra el presidente oriental Manuel Oribe, por lo que fue arrestado en 1837, por orden del gobernador Juan Manuel de Rosas; también fue perseguido por no portar las insignias de los federales (por ejemplo, la Divisa punzó).
Huyó a Montevideo y asistió al triunfo de Rivera en 1838, pero pronto regresó a Buenos Aires. Dos años más tarde fue nuevamente arrestado, y su casa fue destrozada por la Mazorca. Huyó de la ciudad y permaneció en distintas localidades rurales durante gran parte del resto de su vida. Falleció en Buenos Aires en enero de 1846.
Entre sus escritos, se pueden contar unas "Noticias históricas, políticas y estadísticas de las Provincias Unidas del Río de la Plata" con un Apéndice sobre "La usurpación de Montevideo por los gobiernos portugués y brasilero", las biografías de varios dirigentes políticos de su época y la que resultó su aporte más importante a la historia argentina: las "Noticias históricas de la República Argentina". Ésta fue publicada por su hijo más de diez años después de su muerte, y resulta una buena fuente para conocer el proceso inmediatamente anterior y posterior a la Revolución de Mayo.